# Mareuil-sur-Ay
Mareuil-sur-Ay är en kommun i departementet Marne i regionen Grand Est (tidigare regionen Champagne-Ardenne) i nordöstra Frankrike. Kommunen ligger i kantonen Ay som tillhör arrondissementet Épernay. År 2018 hade Mareuil-sur-Ay 1 145 invånare.

## Befolkningsutveckling
Antalet invånare i kommunen Mareuil-sur-Ay
| Referens: INSEE |